# تيدي كروز
تيدي كروز (بالإسبانية: Teddy Cruz) هو مهندس معماري غواتيمالي، ولد في 1962 في غواتيمالا في غواتيمالا.

## وصلات خارجية
- الموقع الرسمي